# Simone Cantarini
Simone Cantarini ou Simone da Pesaro, chamado il Pesarese (Pésaro, 21 de agosto de 1612 – Verona, 15 de outubro de 1648) foi um pintor e gravador italiano. É conhecido principalmente por suas pinturas históricas e retratos executados em estilo original, que uniam aspectos do classicismo bolonhês a um naturalismo ousado.

## Vida pessoal
Cantarini nasceu em Pesaro, hoje uma cidade na região italiana de Marche, então parte dos Estados Papais e governada pelos Della Rovere. Ele foi batizado em 21 de agosto de 1612. Seu pai, Girolamo, era um comerciante proeminente e a família era abastada.

## Carreira
Não há informações documentais sobre a formação inicial de Cantarini. Inicialmente pode ter sido aluno de Giovanni Giacomo Pandolfi. Em Veneza, beneficiou-se da orientação do pintor veneziano tardo-maneirista Sante Peranda e aprendeu a desenhar com Francesco Mingucci, um concidadão de Pesaro residente em Veneza. Ele retornou a Pesaro e recebeu suas primeiras encomendas da ordem agostiniana em Pesaro e nas proximidades de Fano .
Supõe-se que Cantarini tenha se tornado aluno de Claudio Ridolfi, embora o momento exato do aprendizado não seja conhecido. Ridolfi teria transmitido a ele o estilo veneziano e um forte apreço pela obra de Federico Barocci, colaborador de Ridolfi em Urbino. Depois que Ridolfi deixou Pesaro em 1629, Cantarini ficou sem professor e foi obrigado a prosseguir a sua formação artística por conta própria.
Como não foi orientado por um único mestre em seus primeiros anos, Simone Cantarini foi principalmente autodidata e absorveu os estilos de outros pintores fazendo cópias ou esboços de suas obras. As gravuras dos Carracci juntamente com a obra de Federico Barocci foram influências importantes para o jovem artista. Ele ainda se inspirou na arte caravaggesca de Orazio Gentileschi, que trabalhou na região de Marche durante a década de 1610, e de Giovanni Francesco Guerrieri da vizinha Fossombrone.
A obra de Guido Reni esteve presente em várias igrejas dos arredores de Pesaro e o estilo maduro de Reni teve uma influência importante no jovem Cantarini.
Presumivelmente, por volta de 1634, Cantarini juntou-se ao estúdio de Reni, localizado na via delle Pescherie, perto da piazza Maggiore, no centro de Bolonha. Biógrafos contemporâneos descrevem uma relação entre mestre e aluno que se deteriora gradualmente. As razões para tal não são totalmente claras, mas foram atribuídas à incapacidade de Cantarini de se submeter à disciplina da escola de Reni e ao facto de as obras do aluno terem sido vendidas com a assinatura do mestre para aumentar o seu preço. O rompimento com Reni gerou uma seca em novas comissões, o que obrigou Cantarini a deixar Bolon
Fez uma breve viagem a Roma em 1640 ou 1641. Após a morte de Reni em 1642, Cantarini regressou a Bolonha. Aqui abriu seu próprio ateliê no Palazzo Zambeccari , onde treinou artistas locais como Lorenzo Pasinelli, Flaminio Torr , Giulio Cesare Milani, Giovanni Peruzzin , Giovanni Maria Luffoli e o gravador Girolamo Rossi. Giovanni Venanzi provavelmente também foi seu aluno. [2]
Em 1647 Cantarini foi convidado a Mântua por Carlos II de Mântua. Como demorou muito para terminar o retrato que o duque havia encomendado, ele foi dispensado de suas funções. Ficou gravemente doente e mudou-se para Verona, onde faleceu.
| {{{caption}}}    |
| The Risen Christ |

| {{{caption}}}               |
| São Pedro curando o leproso |

| {{{caption}}}                 |
| Descanso na Fuga para o Egito |